# Футбол в Японии

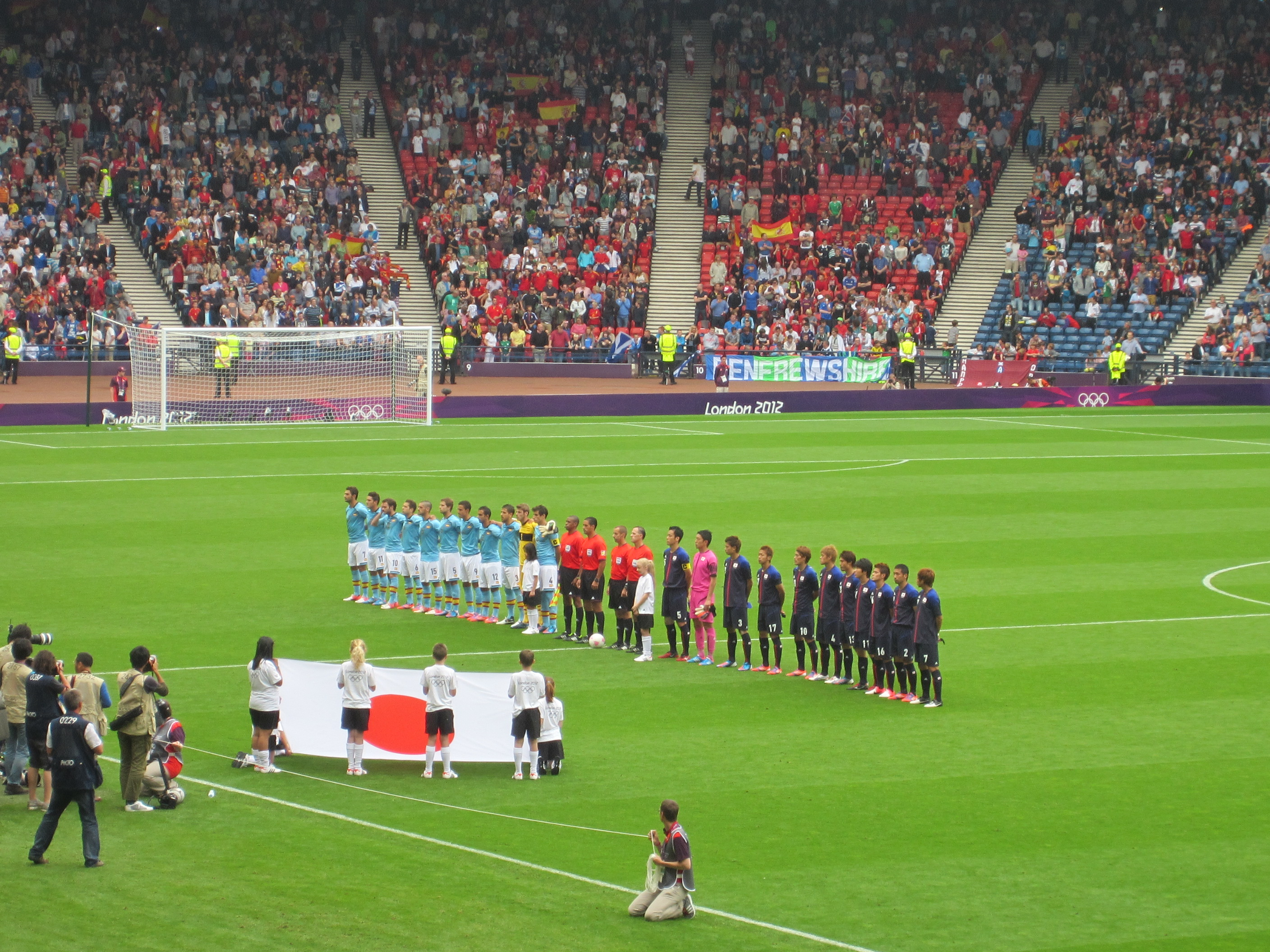
Сборная Японии перед матчем с Испанией на Олимпиаде 2012 года (Группа D)

Футбол — самый популярный командный спорт в Японии после бейсбола, в особенности среди молодёжи, а среди детей обоих полов занимает первое место. Футбол появился в Японии ещё в конце XIX века, однако ещё в 1960-х годах находился далеко позади не только бейсбола, но также сумо и кэндо, а активно развиваться начал после появления в 1993 году Японской профессиональной футбольной лиги. В Японской профессиональной футбольной лиге зарегистрировано более 900 000 футболистов, а количество профессиональных футбольных клубов в стране превышает 40.

## История
Предпосылки к появлению футбольной ассоциации в Японии, зафиксированные многочисленными документами и книгами по истории футбола, связывают с капитан-лейтенантом Королевского флота Арчибальдом Дугласом и его подчинёнными. Они с 1873 года преподавали игру и её правила японским военно-морским кадетам, во время службы в качестве инструкторов в Академии Императорского флота в токийском районе Цукидзи.
Считается, что первый официальный футбольный матч в Японии состоялся 18 февраля 1888 года между Yokohama Country & Athletic Club и Kobe Regatta & Athletic Club. YC & AC, изначально созданный как клуб по крикету, стал старейшим футбольным клубом в Японии, поскольку был включён в футбольную ассоциацию 25 декабря 1886 года, а тренировки начались с января 1887 года. Первым исключительно футбольным японским клубом в ассоциации считается Tokyo Shukyudan, основанный в 1917 году. В настоящее время он выступает в любительской лиге префектуры Токио.
В 1920-х годах футбольные ассоциации организовали первые региональные турниры в университетах и средних школах, особенно в Токио. В 1930 году была основана национальная сборная Японии по футболу, которая сыграла вничью 3-3 с Китаем за свой первый титул на Дальневосточных играх. Сборная Японии также участвовала в Олимпийских играх 1936 года в Берлине, где одержала первую победу на Олимпиаде со счетом 3-2 над мощной Швецией.
После учреждения в 1921 году национального Кубка, получившего название Кубок Императора, было несколько попыток создать национальный чемпионат высшего уровня. Первым таким первенством стал All Japan Works (AFC), основанный в 1948 году для участия футбольных команд компаний. Вторым был All Japan Inter-City Football Championship (AJICFC), учрежденный в 1955 году и разделявший клубы по городам (любой клуб, завод, университет, мог представлять свой родной город), но Кубок Императора оставался доминирующим турниром среди университетов до конца 1950-х годов. Все эти турниры были по сути кубковыми, с матчами на выбывание, аналогичными Серии А в Италии до 1929 года.
Первая организованная национальная лига, Японская соккер-лига (JSL), была основана в 1965 году с восемью любительскими клубами и заменила AJWFC и AJICFC. На Олимпийских играх 1968 года в Мексике сборная Японии, состоящая из звезд JSL той эпохи, оформила свой первый большой успех, заняв третье место и завоевав бронзовую медаль. Олимпийский успех подстегнул к созданию второго дивизиона для JSL и приглашения первых профессиональных игроков из других стран (в основном бразильцев). Это в итоге привело к тому, что страна получила право на проведение своего первого международного турнира — молодёжного Чемпионата мира по футболу 1979 года. Тем не менее, японские игроки оставались любителями, вынужденными проводить большую часть времени на рабочих местах в компаниях, владеющих клубами (или занятыми в иных местах, если их клубы были автономными). Это ограничивало развитие футбола в Японии, и лучшие японские игроки были вынуждены переехать за границу, чтобы стать профессиональными футболистами. Первым таким игроком стал Ясухико Окудэра, который подписал контракт с немецким «Кёльном». УЕФА и КОНМЕБОЛ содействовали развитию японского футбола, назначив проведение Межконтинентального кубка в Токио в качестве нейтрального поля.
В 1993 году была создана японская Профессиональная футбольная лига (широко известная как Джей-лига), заменившая полупрофессиональную японскую футбольную лигу в качестве нового клубного соревнования высшего уровня в Японии. Она состояла из некоторых топ-клубов из старого JSL, полностью профессионализированных, переименованных в соответствующие сообщества и с корпоративным стилем, сведенным к минимуму. Новая лига более высокого стандарта, привлекала намного больше зрителей и основательно послужила популяризации спорта. Профессиональная лига также предлагала и предлагает любительским клубам, не связанным с компаниями и без серьезной финансовой поддержки с их стороны, вступить в их ряды. Примерами таких клубов, которые пробились через префектурные и региональные лиги в высшие дивизионы страны, являются Альбирекс Ниигата и Оита Тринита.
Впервые Япония приняла участие в чемпионате мира по футболу 1998 года, который проходил во Франции. В 2002 году Япония совместно с Южной Кореей принимала собственный чемпионат мира. После этого футбольные федерации обеих стран получили награду честной игры от ФИФА. Сборная Японии трижды доходила до стадии 1/8 финала — когда была хозяйкой чемпионата мира в 2002 году (где они потерпели поражение от Турции 1-0), в 2010 году (где они проиграли Парагваю в серии пенальти) и в 2018 году (где они уступили 2-3 Бельгии). Япония также квалифицировалась на чемпионат мира по футболу 2006 года в Германии, чемпионат мира по футболу 2010 года в Южной Африке и чемпионат мира по футболу 2014 года в Бразилии.

## Достижения

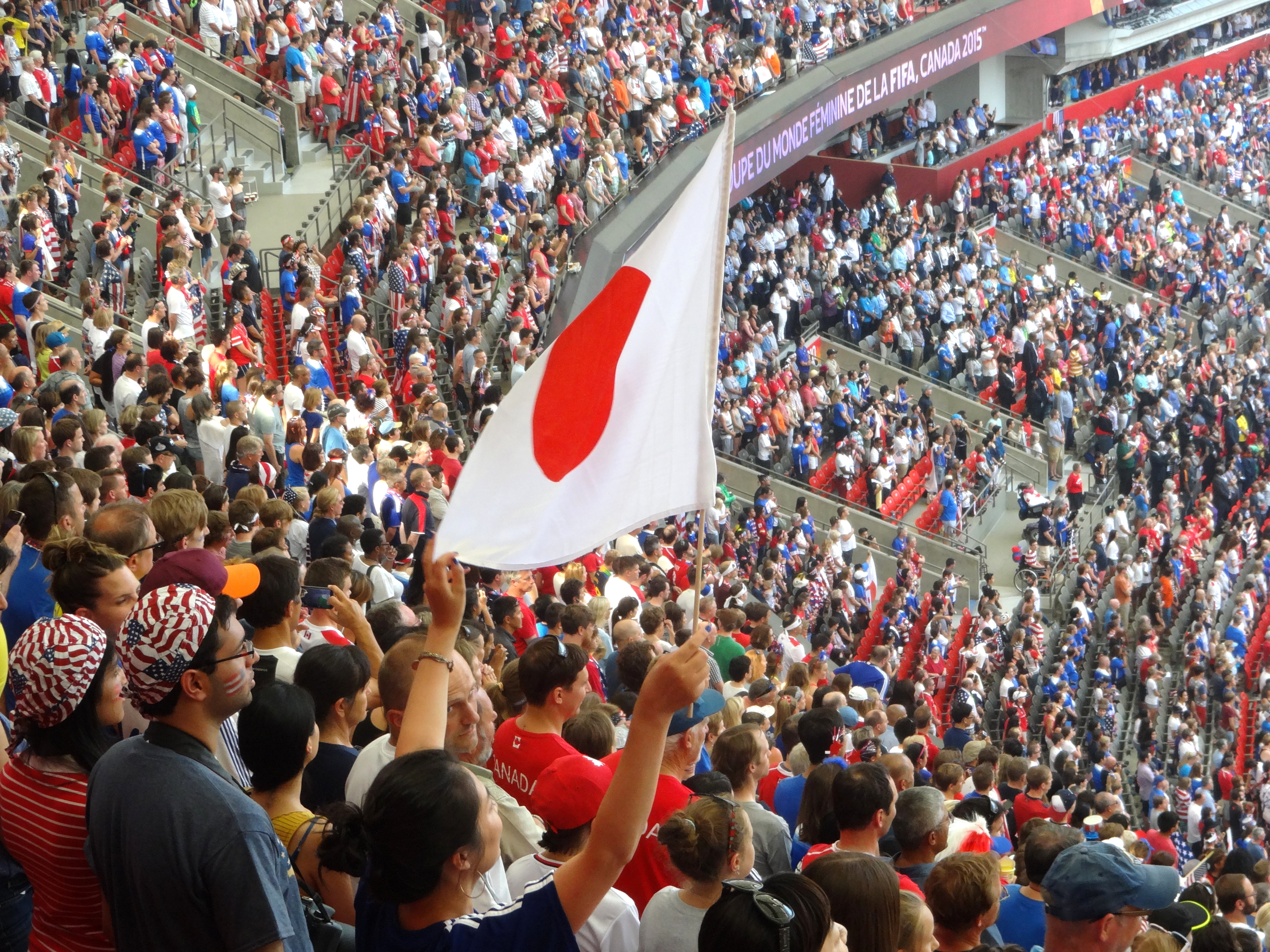
Трибуна фанатов японской женской сборной на финале Чемпионата мира 2011 года

По состоянию на 2015 год, мужская сборная Японии прошла квалификацию на пять последних мундиалей (1998—2014), однако ни разу не попала даже в четвертьфинал; женская сборная выиграла чемпионат мира 2011 года. Японская профессиональная футбольная лига является одной из сильнейших в Азии, она дважды (в 2007 и 2008) выигрывала кубок АФК.

## Структура
На вершине структуры футбольных лиг находятся первый и второй дивизионы Японской профессиональной футбольной лиги (называемой также Джей-лигой, от англ. J. League), ниже которых располагаются полупрофессиональная Японская футбольная лига, девять региональных лиг и 47 лиг префектур. В Джей-лиге исторически имелись некоторые отличия от общей схемы проведения чемпионатов ФИФА, к примеру, до 2003 года в случае окончания матча ничьей командам предоставлялось полчаса дополнительного времени для того, чтобы забить один «победный гол» (яп. Vゴール ви-го:ру), а если это никому не удавалось, то исход матча решала серия пенальти.

## Экономика

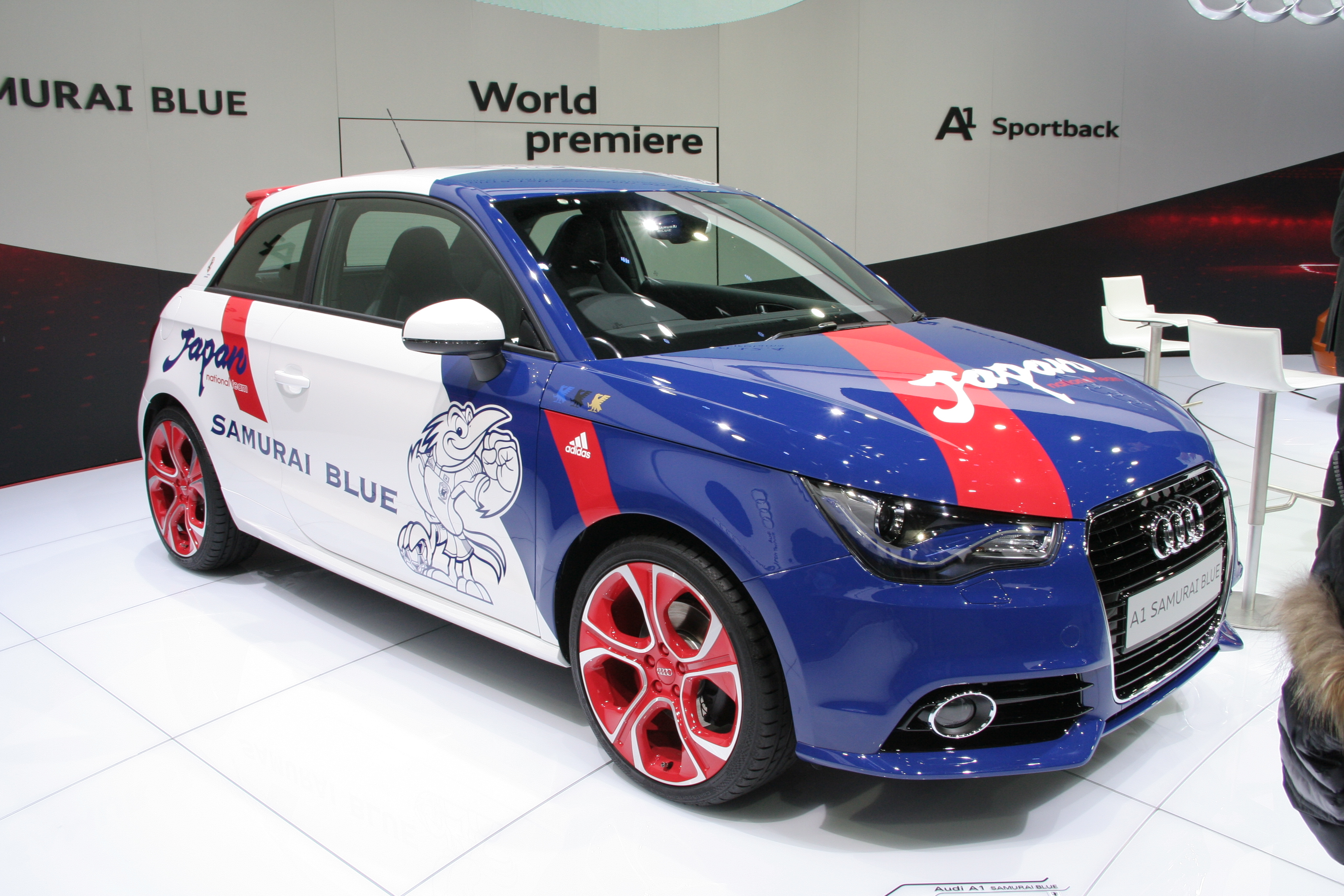
Audi A1, окрашенная в цвета футбольной сборной Японии

По состоянию на 2009 год финансовое состояние японских футбольных команд неудовлетворительное: из 36 команд 1-го и 2-го дивизионов всего 10 имели совокупный положительный баланс с момента основания. Главный источник финансирования японских клубов высших дивизионов — спонсорские взносы; доходы от продажи билетов и отчисления Джей-лиги в совокупности составляют примерно столько же. Зарплаты футболистов составляют около половины затрат. Распространены инвестиции в сильных игроков (однако правила ограничивают участие «легионеров» без японского гражданства четырьмя на команду). Для привлечения фанатов используются разнообразные маркетинговые стратегии: изначально при выборе клубов-основателей перед созданием Джей-лиги выбор был сделан в пользу провинциальных команд, что увеличило популярность футбола в сельской местности; кроме того, особое внимание уделяется образу игроков для завлечения фанаток, в частности в модных журналах регулярно выходят обзоры причёсок и одежды футболистов.